# کلوتایمنسترا
کلوتایمنِسترا در اسطوره‌های یونان، دختر توندائوس و لدا است.
با تانتالوس ازدواج کرد و صاحب فرزندی شد. آگاممنون شوهر و بچه‌اش را کشت و با او ازدواج کرد. از آگاممنون چهار فرزند داشت، ایفیگنیا، الکترا، خروسوتمیس و اورستس. زمانی که آگاممنون می‌خواست ایفیگنیا را قربانی کند به خشم آمد. با آیگیستوس به طور پنهانی رابطه برقرار کرد. آیگیستوس پس از بازگشت آگاممنون از تروا، او و کاساندرا را کشت. اورستس به کمک الکترا گریخت و بعدها انتقام پدر را از مادر و معشوق گرفت.